# 信和集団
信和集団（しんわしゅうだん、英語: Sino Group、中国語: 信和集團）は、香港大手の不動産デベロッパーである。シンガポール華人系の黄廷方一族が経営権を持っている。
集団は以下の三社の上場企業から構成されている。
- 尖沙咀置業集団有限公司
- 信和置業有限公司
- 信和酒店(集団)有限公司

シンガポール最大の不動産デベロッパーであるファーイースト・オーガニゼーションを通じ、香港ばかりではなく、シンガポールの不動産開発と管理、ホテル管理も従事している。